# Voldertal
Het Voldertal is een klein zijdal van het Inndal in de Oostenrijkse deelstaat Tirol. Het dal is vernoemd naar de plaats Volders, dat aan de uitmonding van het dal in het Unterinntal gelegen is. Van daar strekt het dal zich over een lengte van ongeveer dertien kilometer in zuidelijke richting uit tot bij de 2479 meter hoge Naviser Joch in de Tuxer Alpen. Door het Voldertal stroomt de Voldertalbach.
Op de westelijke berghellingen van het dal bevindt zich het dorp Großvolderberg, bereikbaar over de Großvolderbergstraße (L371). Op een hoogte van 1104 m.ü.A. ligt het voormalige Bad Volderwilderbad. Verder het dal in staat het Franz-Pitscheider-Haus, een hut van de Internationale Natuurvrienden, dat een steunpunt voor wandelaars vormt. 
In het Voldertal spelen bosbouw en beweiding van de vele alpenweiden, waaronder de Vorbergalm, Steinkasernalm, Markissalm, Largozalm en Stiftsalm, een grote rol. Aan de noordwestelijke rand van het dal begint het Skigebied Glungezer, het skigebied rondom de makkelijk bereikbare, 2677 m.ü.A. hoge top van de Glungezer. Net onder de top is hier de Glungezerhütte (2610 m.ü.A.) te vinden, de berghut van de sectie Hall in Tirol van de ÖAV.
De hoogste top rondom het Voldertal is echter de in het zuidwesten gelegen Rosenjoch met een hoogte van 2796 meter.